# Aristida behriana
Aristida behriana là một loài thực vật có hoa trong họ Hòa thảo. Loài này được F.Muell. mô tả khoa học đầu tiên năm 1855.

## Hình ảnh

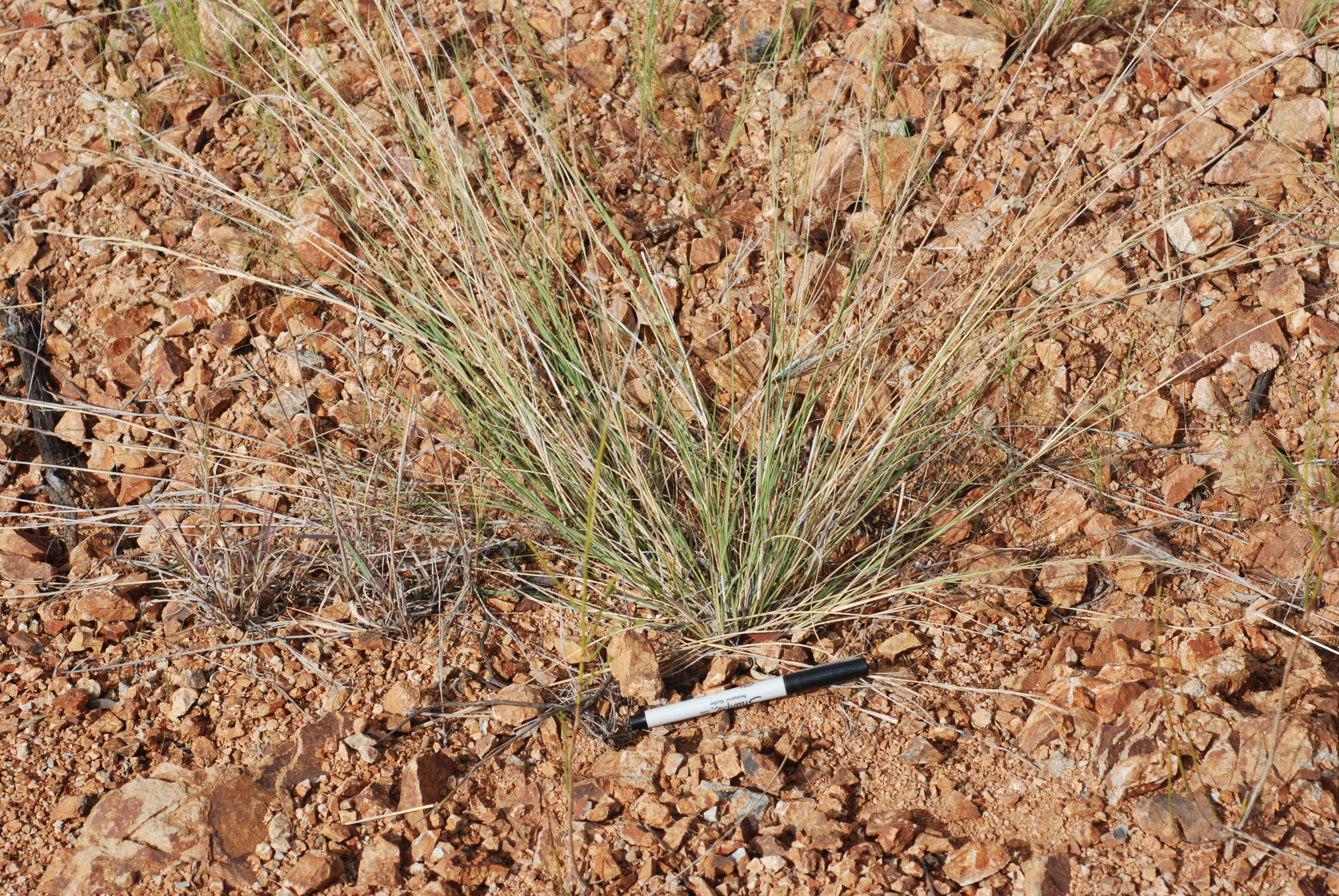
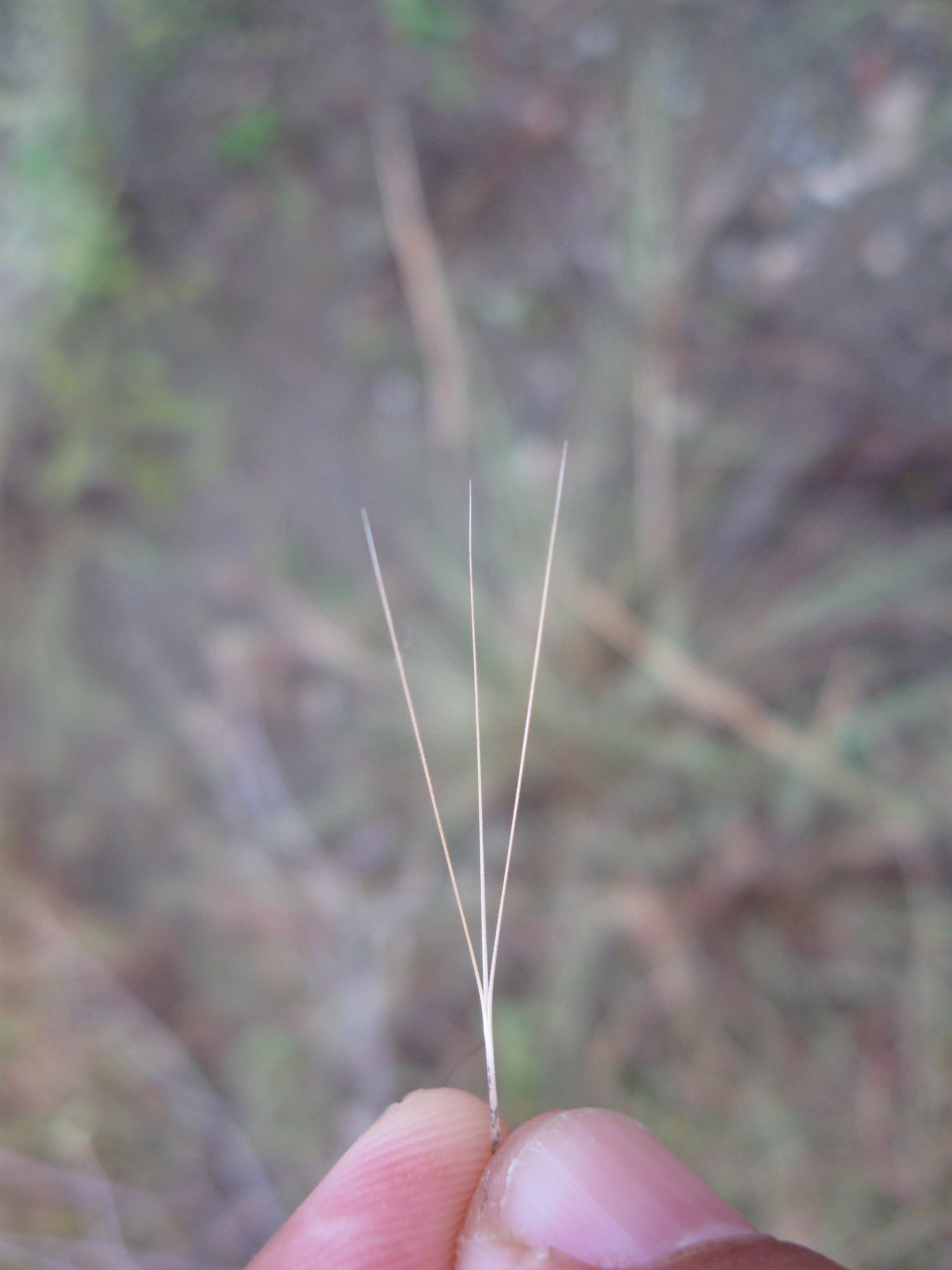